# Golden (Illinois)
Golden ist ein Dorf (Village) im Adams County im Westen des US-amerikanischen Bundesstaates Illinois.  
Als Sehenswürdigkeit zählt der örtliche Friedhof Ebenezer Methodist Episcopal Chapel and Cemetery und die im Jahr 1872 von Hinrich Reemts Emminga erbaute Galerieholländer-Windmühle. Eine nahezu baugleiche Windmühle war von ihm wenige Jahre zuvor im ostfriesischen Felde errichtet worden.